# Parni
De Parni (Oudgrieks:  Πάρνοι, Parnoi) of Aparni (Ἄπαρνοι, Aparnoi) waren een Oost-Iraans volk dat aan de Ochus woonde (de huidige Tedzjen in Turkmenistan), ten zuidoosten van de Kaspische Zee. Er wordt aangenomen dat hun oorspronkelijke thuisland zich in het zuiden van Rusland bevond, van waar ze met andere Scythische stammen emigreerden. De Parni waren een van de drie stammen van de Dahae-confederatie.
In het midden van de 3e eeuw v.Chr. vielen de Parni Parthia binnen, verjoegen de Griekse satrapen die toen net hun onafhankelijkheid hadden verworven en stichtten de nieuwe dynastie van de Arsaciden.

## Historische bronnen
Er zijn geen zekere vermeldingen van de Parni in lokale Perzische bronnen. Alle bekende verwijzingen naar dit volk zijn afkomstig uit Griekse en Latijnse bronnen. Deze zijn niet noodzakelijk uit dezelfde tijd, en het is moeilijk om eenduidige verwijzingen naar de Parni te identificeren als gevolg van inconsistenties bij de Griekse en Latijnse naamgevingen, en de gelijkenis met namen van al of niet gerelateerde andere stammen zoals de Sparni of Apartani en de Eparnoi of Asparioi. 

## Verovering van Parthia
Na de dood van Antiochus II verklaarde Andragoras, de Seleuciden-satraap van Parthia zich in 247 v.Chr. onafhankelijk van de Seleuciden. Na de afscheiding van Parthia van het Seleucidenrijk en het resulterende verlies van Seleucidische militaire steun, had Andragoras moeite met het handhaven van zijn grenzen. 
Ondertussen was Arsaces de leider van de Parni geworden. Ongeveer 238 v.Chr. viel hij samen met zijn broer Tiridates Parthia binnen en nam de controle over van de noordelijke regio Astabene met de hoofdstad Quchan. Kort daarop veroverden de Parni de rest van Parthia op Andragoras. 
Hoewel een eerste Seleucidische strafexpeditie onder Seleucus II niet succesvol was, heroverden de Seleuciden onder Antiochus III in 209 v.Chr. gebied van Arsaces' opvolger Arsaces II. Arsaces II accepteerde een vazalstatus, en pas onder zijn kleinzoon Phraates I zouden de Arsaciden hun onafhankelijkheid herbevestigen.
De historiografen, van wiens documentatie de reconstructie van de vroege Arsacidengeschiedenis afhankelijk is, maakten vanaf dat moment geen onderscheid meer tussen de Parni en de Parthen.

## Parthische Rijk
Vanuit hun machtsbasis in Parthia onderwierpen de Arsaciden geleidelijk veel van de naburige koninkrijken, waarvan zij de meeste daarna controleerden als vazalstaten.
Na de succesvolle opstand in 224 AD van Ardashir, de voormalige vazal in Istakhr, begon de Arsacidisch-Parthische hegemonie te wijken voor een Sassanidisch-Perzische.